# Castanhal
Castanhal város Brazíliában, Pará államban. Lakosainak száma 192 256 fő (2022). Castanhal Inhangapi, Santa Maria do Pará, Igarapé-Açu, Santa Isabel do Pará, Santo Antônio do Tauá, São Caetano de Odivelas, São Francisco do Pará, São Miguel do Guamá, Terra Alta és Vigia községekkel határos.

## Népesség
A település népességének változása:
| Lakosok száma | 173 149 | 192 571 | 205 667 | 192 256 |
|               | 2000    | 2016    | 2021    | 2022    |